# 凶暴的男人
《凶暴的男人》（日語：その男、凶暴につき）是一部于1989年在日本上映的电影，由北野武导演并出任主演。这部电影是北野武的处女作。由松竹富士制作。

## 简介
奥山和由原本的策划是：这部电影导演定为深作欣二，由北野武主演，然而后来深作因病退出，北野武接任导演。这部电影由野泽尚担任编剧，第一稿将这部电影设定为《黑狱亡魂》的硬汉版，标题定为《灼热》。
但是按深作所述，奥山在提出作为动作影片的意向这部分遇到了困难，由于在争取时间的过程中错过了时机而无法调整日程安排，他撤掉了深作的导演职务以重改剧本作为唯一的条件接收了委托，并以北野武的名义担任导演。
于是，原搞笑艺人北野武(在漫才界的艺名为彼得武)创作了他导演生涯中的第一部作品。为了提高票房，北野武亲自参与了宣传、主演和导演的工作。
内容中充斥着的贯穿北野武电影作品的暴力表演和北野武在电影中展现的严肃的个性、埃里克·薩蒂充满紧张感的音乐，都不如北野武成为电影导演带来的话题。
《电影旬报》对北野武的首部作品大加赞扬。电影评论家山根貞男一开始在众多新人导演中没能发现北野武，但他在看了北野武的电影后对其中的暴力描写大加赞扬。原预定导演深作欣二也发表了“有意思”这样的感想。松本人志在北野武作品中最喜爱这部。
奥山和由靠：“不能给小孩子看”这种卖点宣传，让自己的电影给别人一种危险的感觉。票房收入是5亿日元，大高宏雄评价为“客观的成绩”。
北野武的电影由除《奏鸣曲》和《花火》之外又一部围绕暴力的有国际影响力的电影佳作，而被重视起来。
北野武也说：“如果不当那部电影的导演也许就不会做导演这个职业。”

## 剧情
居住于都市圈的男人我妻諒介是一个为了抓住犯罪者而不惜使用暴力的凶暴刑警。因为他在调查中粗暴的性格，警察局的同事总是把他当做危险人物敬而远之。在警察局中与众不同的我妻諒介，总是和少数能理解他的同僚讲着无聊的笑话，偶尔喝喝酒，倒没有完全被孤立。
一天，在港口发现了毒品贩子的被残杀的尸体，我妻和新人菊池在现场进行搜查，靠着对嫌疑人残暴地拳打脚踢，以强硬手段让犯罪集团逐渐曝光。然后，他们发现了暗中贩卖兴奋剂的组织首领实业家仁藤和其手下杀手清弘的存在。但是这期间我妻却也接触到了难以置信的令人惊愕的事实。

## 演员表
- 北野武：我妻諒介
- 白竜：清弘(杀手)
- 川上麻衣子：灯(我妻之妹)
- 佐野史郎：吉成新署長
- 芦川誠：菊地刑事
- 遠藤憲一：柄本(毒贩)
- 寺島進：織田(清弘的手下)
- 小泽一义：植田(清弘的手下)
- 佐久間哲：片平(清弘的手下)
- 中村銀次：佐藤(本厅刑事)
- 谷村好一：三宅(本厅刑事)
- 勝部演之：樋口新署長
- 浜田晃：荒木刑事課長
- 上田耕一：石橋刑事
- 石田太郎：友里刑事
- 原吉实：田代刑事
- 河合佑樹：本間刑事
- 平泉征：岩城刑事
- 音無美紀子：岩城之妻
- 岸部一徳：仁藤(实业家)
- 吉泽健：新開
- 川上泳：橋爪
- 井田弘樹：塩田
- 松本公成：酒井
- 仁科ひろ子：阿里萨
- 趙方豪：精神科医生

## 制作人员
- 监修：黒井和男
- 导演：北野武
- 副导演：天间敏广
- 企画：末吉博彦
- 制作：奥山和由
- 制片人：鍋島壽夫、吉田多喜男、市山尚三
- 脚本：野泽尚
- 摄影：佐佐木原保志
- 美術：望月正照
- 照明：高屋齋
- 音乐：久米大作
- 歌：特雷西
- 录音：堀内战治
- 剪辑：神谷信武
- 导演助理：月野木隆
- 剧照：野上哲夫
- 特效：納富貴久男
- 音乐制作：佐佐木麻美子
- 制作担当：貝原正行

## 获得奖项
- 横滨电影节 监督赏
- 第63回《电影旬报》最佳日本电影奖第8位
- 第11回横滨电影节日本电影第2位

## 野泽尚的反应
北野武成为导演后，首先删去了不必要的对话。编剧野泽尚无法接受这样大幅度的改动，他在宝岛社社刊《別冊宝島144 シナリオ入門》的访谈中有被改动前的《凶暴的男人》的记述。野泽尚临死前出版了长篇小说《烈火の月》改编的剧本。有意思的是这部小说竟然是经常连载北野武作品的《週刊POST》（週刊ポスト）杂志。
野泽尚对别人在自己的剧本上修改这件事感到十分不快，甚至期盼这是一部失败的作品。虽然野泽尚对北野武的想象力和电影高潮阶段妹妹的枪杀做出了十分高的评价，但他认为这次电影的成功纯属偶然，他说：“那家伙早晚要露出马脚的”。
北野武对野泽尚的剧本评价却很高，他邀请野泽尚给他的第二部电影作品写剧本，但是野泽称其“有点任性”而拒绝了。北野武决定下部作品为《3-4X10月》，但他却无法自己创造剧本了。

## 其他
- 作品的原题《灼熱》后来以《TAKESHIS'》的剧中剧的形式登场。
- 剧中我妻是港南警察署、警察厅管内勤务，但这个部门是虚构的。
- 我妻于三年后（1992年）又出现在电影《魚からダイオキシン!!》中。

## 模仿
北野武于1989年8月26日在富士电视台放送了自己的幽默广播节目《オレたちひょうきん族》的最终回。综艺节目《タケちゃんマン 》就模仿了这个名字。由北野武担任导演，松村邦洋出演。
类似片名一览
- 1989年 神野龍太郎导演，樹まり子主演的色情电影《その女、変態につき》，宣传语是“たけしに見せるな。”
- 1997年6月 吉原由起的漫画《生鲜达令》（ダーリンは生モノにつき）
- 2003年 山下敦弘导演的电影《その男狂棒に突き》
- 2005年2月 古茶的漫画《その男「　　」につき》
- 2006年2月22日 般若的乐曲《その男、東京につき》
- 2009年4月22日 放浪兄弟制作动画作品《エグザムライ戦国》第15话副标题《その男、野獣につき》

## 脚注
1. ↑  深作欣二、山根貞男『映画監督深作欣二』ワイズ出版、2003年、pp.449-450
2. ↑  東京新聞編集局編『映画監督50人 自作を歩く』東京新聞出版局、2001年、p.143
3. ↑  . NIKKEI.   [2010-09-11]. （原始内容存档于2010-09-10）.
4. ↑  森昌行『天才をプロデュース?』新潮社、2007年、p.78
5. ↑  田山力哉『辛口シネマ批評 これだけは言う』講談社、1993年、p.62。
6. ↑  山根貞男『日本映画時評1986-1989』筑摩書房、1990年、pp.277-278
7. ↑  浅草キッド「VS深作欣二」『濃厚民族』スコラマガジン、2003年、p.20
8. ↑  ビートたけし『頂上対談』新潮社、2001年、p.73
9. ↑  大高宏雄「北野武『3-4X10月』の位置」『興行価値』鹿砦社、1996年、p.34
10. ↑  .   [2012-03-08]. （原始内容存档于2012-05-04）.
11. ↑  野沢尚『映画館に日本映画があった頃』キネマ旬報社、1995年、p.22
12. ↑  『映画館に日本映画があった頃』p.23
13. ↑  「『オレたちひょうきん族』クロニクル 剽軽者達の果敢な試行錯誤」『笑芸人』1999冬号VOL.1、高田文夫責任編集、白夜書房、1999年、p.45